# Medea (província)
Médéa é uma província da Argélia. Possui 64 comunas e 819.932  habitantes (Censo 2008).
Encontra-se a apenas 88 km da capital do país, Argel.
A paisagem da região se assemelha muito mais à europeia do que propriamente à africana. A vegetação, a altitude, o clima, os pomares e vinhedos são tradições advindas dos andaluzes que habitaram a região.
O nome vem da antiga estação romana de Medix ou ad Médias, assim chamados pois estava a igual distância entre Tirinadi e Sufnsar. Também já foi chamada de Lambdia.
Os locais mais interessantes a serem visitados são: o palácio do Emir, o mosteiro de Tiberine, as montanhas, florestas, estações de inverno e os jardins.